# Welyka Mychajliwka
Welyka Mychajliwka (ukrainisch Велика Михайлівка; russisch Великая Михайловка Welikaja Michailowka)
ist eine Siedlung städtischen Typs in der ukrainischen Oblast Odessa mit etwa 5600 Einwohnern (2014).

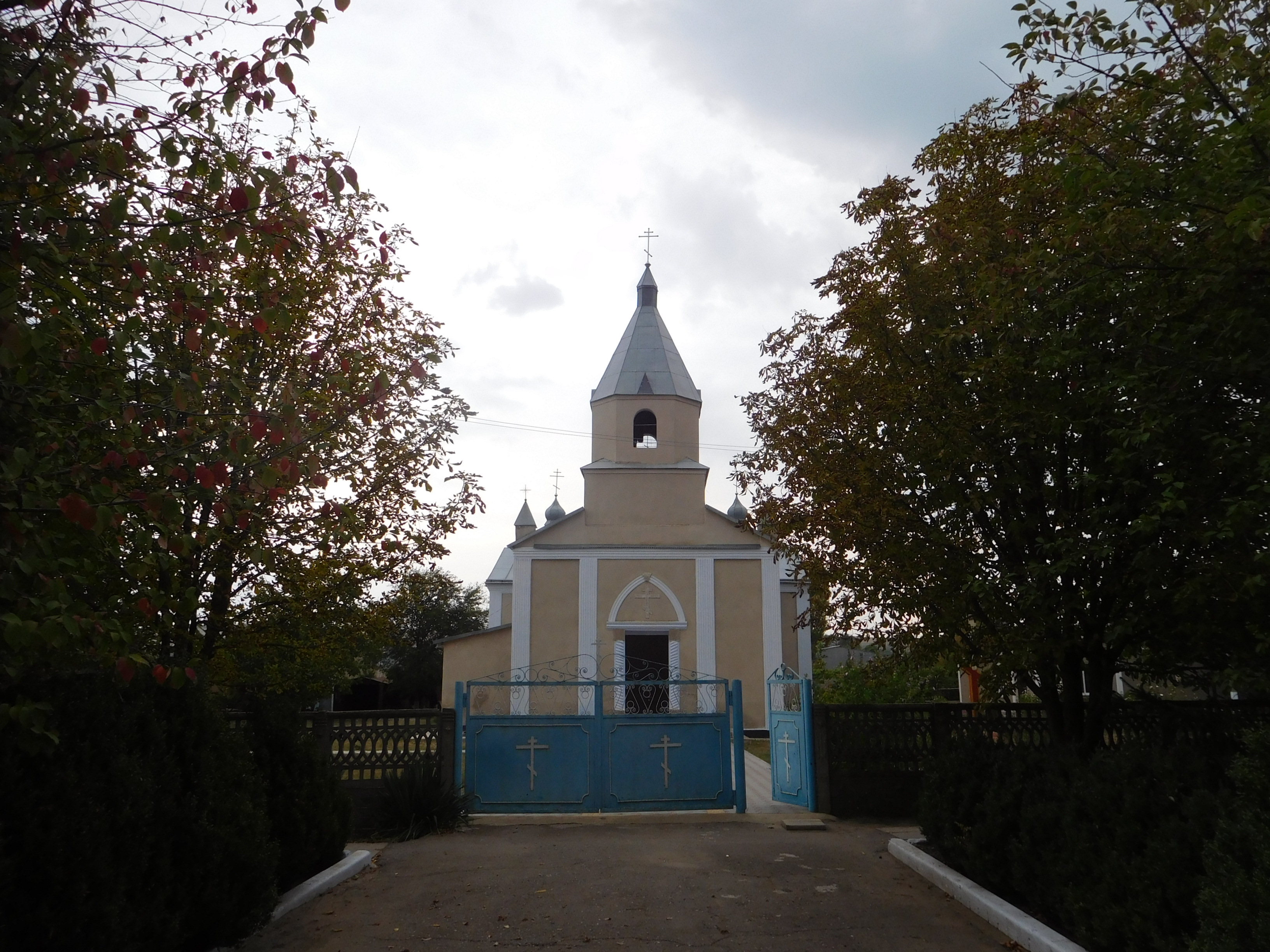
Kirche im Ort

Welyka Mychajliwka liegt am Kutschurhan, einem 119 km langen Nebenfluss des Dnister 110 km nördlich vom Oblastzentrum Odessa und war bis Juli 2020 das administrative Zentrum des gleichnamigen Rajons. Durch den Ort verläuft die Regionalstraße P–33.
Das 1797 gegründete Dorf hieß bis zum 1. Februar 1945 Hrossulowe (ukrainisch Гросулове) und seither Welyka Mychailiwka. 1961 erhielt die Ortschaft den Status einer Siedlung städtischen Typs.

## Verwaltungsgliederung
Am 12. August 2015 wurde die Siedlung zum Zentrum der neugegründeten Siedlungsgemeinde Welyka Mychajliwka (Великомихайлівська селищна громада/Welykomychajliwska selyschtschna hromada), zu dieser zählen auch noch die 24 in der untenstehenden Tabelle angeführten Dörfer, bis dahin bildete sie zusammen mit den Dörfern Balaschowe, Hirkiwka, Hlybokojar, Dawydiwka, Jelysawetiwka, Majorske, Nowopawliwka und Stojanowe die gleichnamige Siedlungsratsgemeinde Welyka Mychajliwka (Великомихайлівська селищна рада/Welykomychajliwska selyschtschna rada) im Zentrum des Rajons Welyka Mychajliwka.
Am 12. Juni 2020 kamen noch die Dörfer Kutschurhan, Nowi Butory, Nowooleksandriwka und Sosche-Ostriwske zum Gemeindegebiet.
Seit dem 17. Juli 2020 ist sie ein Teil des Rajons Rosdilna.
Folgende Orte sind neben dem Hauptort Welyka Mychajliwka Teil der Gemeinde:
| Name                     | Name              | Name                                 |
| ukrainisch transkribiert | ukrainisch        | russisch                             |
| ------------------------ | ----------------- | ------------------------------------ |
| Bahatschewe              | Багачеве          | Богачево (Bogatschewo)               |
| Bessarabka               | Бессарабка        | Бессарабка                           |
| Diwozke                  | Дівоцьке          | Дивоцкое (Diwozkoje)                 |
| Frassyne                 | Фрасине           | Фрасино (Frassino)                   |
| Hirschowe                | Гіржове           | Гиржово (Girschowo)                  |
| Hirske                   | Гірське           | Горское (Gorskoje)                   |
| Hrebenyky                | Гребеники         | Гребеники (Grebeniki)                |
| Hruschka                 | Грушка            | Грушка (Gruschka)                    |
| Jermischkowe             | Єрмішкове         | Ермишково (Jermischkowo)             |
| Jurkiwka                 | Юрківка           | Юрковка (Jurkowka)                   |
| Kardamytschewe           | Кардамичеве       | Кардамычево (Kardamytschewo)         |
| Komariwka                | Комарівка         | Комаровка (Komarowka)                |
| Kutschurhan              | Кучурган          | Кучурган (Kutschurgan)               |
| Muratowe                 | Муратове          | Муратово (Muratowo)                  |
| Nowi Butory              | Нові Бутори       | Новые Буторы (Nowyje Butory)         |
| Nowooleksandriwka        | Новоолександрівка | Новоалександровка (Nowoalexandrowka) |
| Nowopetriwka             | Новопетрівка      | Новопетровка (Nowopetrowka)          |
| Nowoseliwka              | Новоселівка       | Новосёловка (Nowosjolowka)           |
| Platoniwka               | Платонівка        | Платоновка (Platonowka)              |
| Polesne                  | Полезне           | Полезное (Polesnoje)                 |
| Sosche-Ostriwske         | Соше-Острівське   | Соше-Островское (Sosche-Ostrowskoje) |
| Stojanowe                | Стоянове          | Стояново (Stojanowo)                 |
| Trochymiwka              | Трохимівка        | Трофимовка (Trofimowka)              |
| Trudomyriwka             | Трудомирівка      | Трудомировка (Trudomirowka)          |
| Wakarske                 | Вакарське         | Вакарское (Wakarskoje)               |
| Wassyliwka               | Василівка         | Василевка (Wassilewka)               |
| Welykokomariwka          | Великокомарівка   | Великокомаровка (Welikokomarowka)    |
| Wodjane                  | Водяне            | Водяное (Wodjanoje)                  |